# Internazionali di Tennis di Baviera 2000 - Qualificazioni doppio
Le qualificazioni del doppio degli Internazionali di Tennis di Baviera 2000 sono state un torneo di tennis preliminare per accedere alla fase finale della manifestazione. I vincitori dell'ultimo turno sono entrati di diritto nel tabellone principale. In caso di ritiro di uno o più giocatori aventi diritto a questi sono subentrati i lucky loser, ossia i giocatori che hanno perso nell'ultimo turno ma che avevano una classifica più alta rispetto agli altri partecipanti che avevano comunque perso nel turno finale.
Le qualificazioni del doppio prevedevano 4 coppie partecipanti di cui una è entrata nel tabellone principale.

## Teste di serie
1. Neil Broad /  Neville Godwin (primo turno)

1. Assente

## Qualificati
1. Thomas Enqvist  /   Thomas Johansson

## Tabellone

### Legenda
| - Q = Qualificato - WC = Wild card - LL = Lucky loser | - ALT = Alternate - SE = Special Exempt - PR = Protected Ranking | - w/o = Walkover - r = Ritirato - d = Squalificato |

|  | Primo turno                     | Primo turno                     | Primo turno                     | Primo turno | Primo turno |  |  | Ultimo turno                    | Ultimo turno                    | Ultimo turno | Ultimo turno | Ultimo turno |  |
|  |                                 |                                 |                                 |             |             |  |  |                                 |                                 |              |              |              |  |
|  |                                 | Thomas Enqvist Thomas Johansson | Thomas Enqvist Thomas Johansson | 7           | 6           |  |  |                                 |                                 |              |              |              |  |
|  | 1                               | Neil Broad Neville Godwin       | Neil Broad Neville Godwin       | 5           | 2           |  |  | Thomas Enqvist Thomas Johansson | Thomas Enqvist Thomas Johansson | 7            | 5            | 6            |  |
|  | Martin Damm Stefano Pescosolido | Martin Damm Stefano Pescosolido | Martin Damm Stefano Pescosolido | 6           | 6           |  |  | Martin Damm Stefano Pescosolido | Martin Damm Stefano Pescosolido | 5            | 7            | 2            |  |
|  | Ben Ellwood Michael Kohlmann    | Ben Ellwood Michael Kohlmann    | Ben Ellwood Michael Kohlmann    | 4           | 2           |  |  |                                 |                                 |              |              |              |  |